# Ek (Familienname)
Ek (schwed. für Eiche) ist der Familienname folgender Personen:
- Anders Ek (1916–1979), schwedischer Theater- und Filmschauspieler
- Birgitta Ek (1913–1976), schwedische Schriftstellerin
- Daniel Ek (* 1983), schwedischer Manager und CEO von Spotify
- Elin Ek (* 1973), schwedische Skilangläuferin
- Gunnar Ek (1900–1981), schwedischer Komponist
- Joel Eriksson Ek (* 1997), schwedischer Eishockeyspieler
- Kristian Ek (* 1989), schwedischer Fußballspieler
- Lena Ek (* 1958), schwedische Europapolitikerin
- Malin Ek (* 1945), schwedische Schauspielerin
- Mats Ek (* 1945), schwedischer Tänzer, Choreograf und Regisseur
- Michaela Ek (* 1988), schwedische Handballspielerin
- Ralf Ek (* 1967), deutscher und schwedischer Rechtsanwalt und Rechtswissenschaftler
- Sándor Ék (1902–1975), ungarischer Grafiker
- Torbjörn Ek (1949–2010), schwedischer Fußball- und Bandyspieler

Siehe auch:
- Eck (Familienname)
- Egg (Familienname)
- Egk